# Schöpfmaß

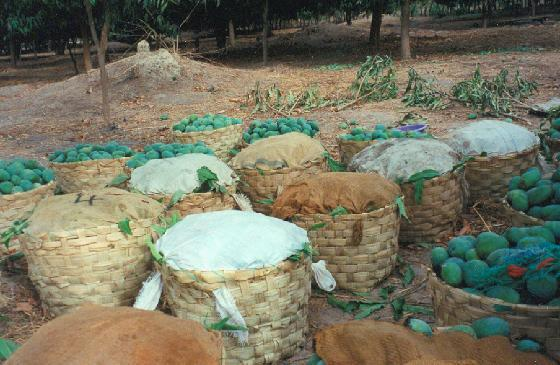
Gefüllte Körbe in Afrika

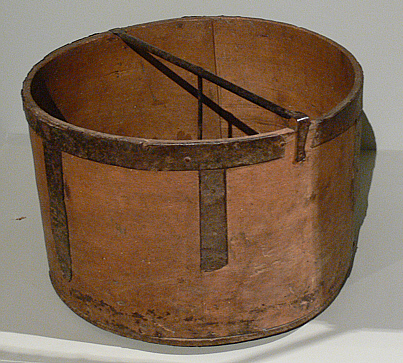
Simri (Württembergisches Getreidemaß), Buchenholz u. Eisen, Feldstetten 19. Jh.

Ein Schöpfmaß ist ein Gefäß mit bekanntem Volumen, das als Hohlmaß zum Abmessen von Volumen, Gewicht oder Mengen von Flüssigkeiten und Schüttgut dient.
Das Volumen von Schöpfmaßen liegt meist im Bereich von 0,5 bis 2000 cm³. Als besonders große Schöpfmaße im weiteren Sinn gelten Körbe, die zum Abmessen von Fisch und Koks für den Hausbrand verwendet werden.
Schöpfmaße werden vollkommen in Flüssigkeiten oder Schüttgüter eingetaucht, um sie vollständig zu füllen. Bei Schüttgütern kann mit dem Maß auch „schöpfend“ durch das Schüttgut gefahren werden, um es zu füllen, auch ein Hineinschütten aus anderen Behältern ist möglich.
Schöpfmaße können aus allen denkbaren Materialien, wie z. B. Holz, Metall, Kunststoff, Glas, Porzellan, aber auch aus Knochen etc. gefertigt sein. Gefäße und Hohlkörper, die ursprünglich einem anderen Zweck dienten, sind als Schöpfmaße verwendet worden (Patronenhülsen, Konservendosen). Kleinere Maße sind oft mit einem Griff zur besseren Handhabung versehen. Die Form des Maßes entspricht meist einem an einem Ende verschlossenen Zylinder.
Schöpfmaße finden neben der Verwendung für Flüssigkeiten aller Art sehr viel Verwendung für Futtermittel und Lebensmittel, wie z. B. Getreide, Nüsse, Kaffee (siehe Kaffeelot) etc. Auch zum Abmessen von Treibladungspulver für Vorderladerwaffen und Patronenmunition sowie zum Abmessen von Schrot für die Jagd waren und sind Schöpfmaße gebräuchlich. Insbesondere für diese Zwecke sind auch Maße bekannt, die über ein einstellbares Volumen verfügten, das über die Regulierung einer Bodenschraube realisiert wurde.

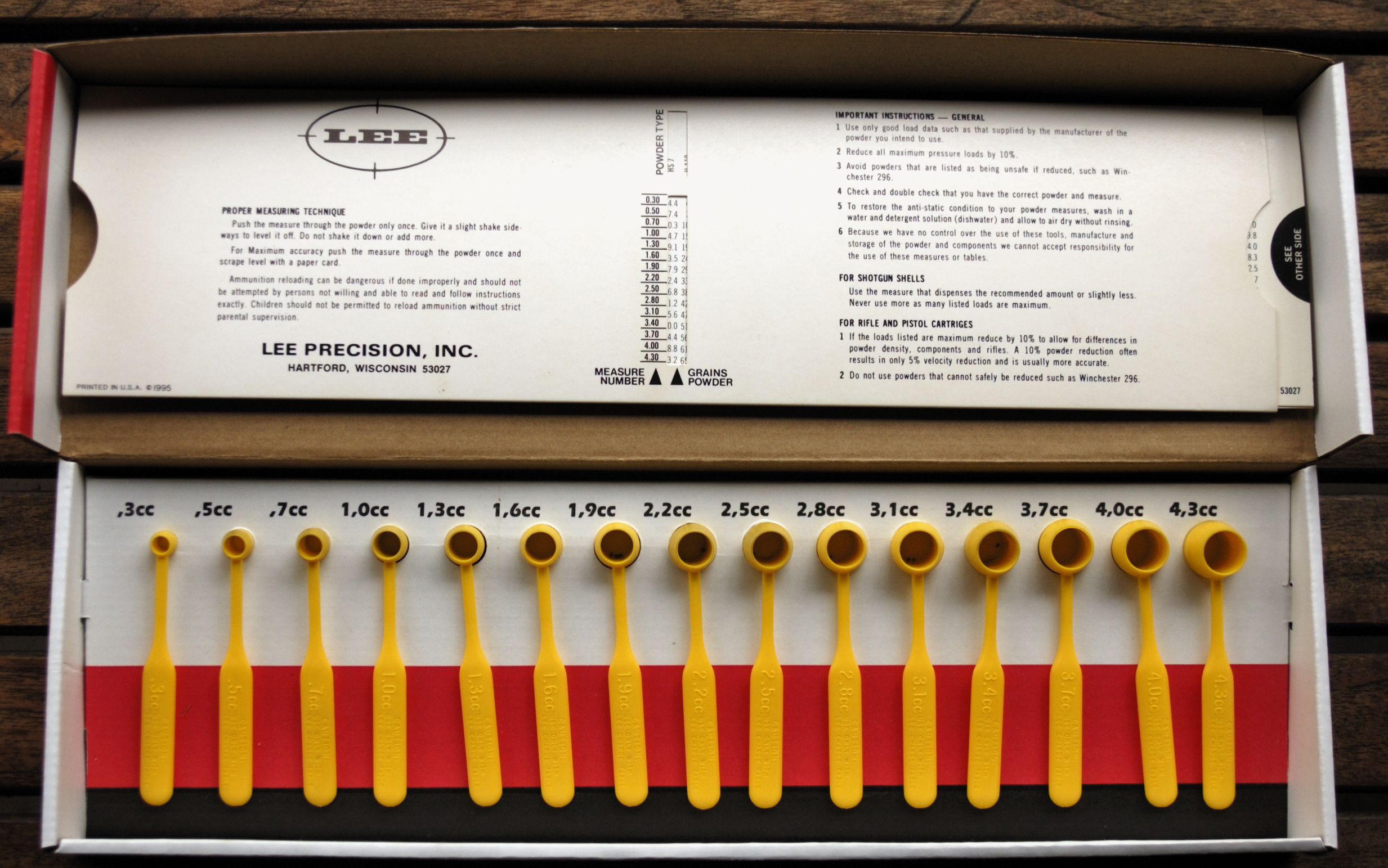
Schöpfmaße für Treibladungspulver der Firma Lee. Mit Tabelle für Volumen/-Masse-Beziehung verschiedener Pulversorten

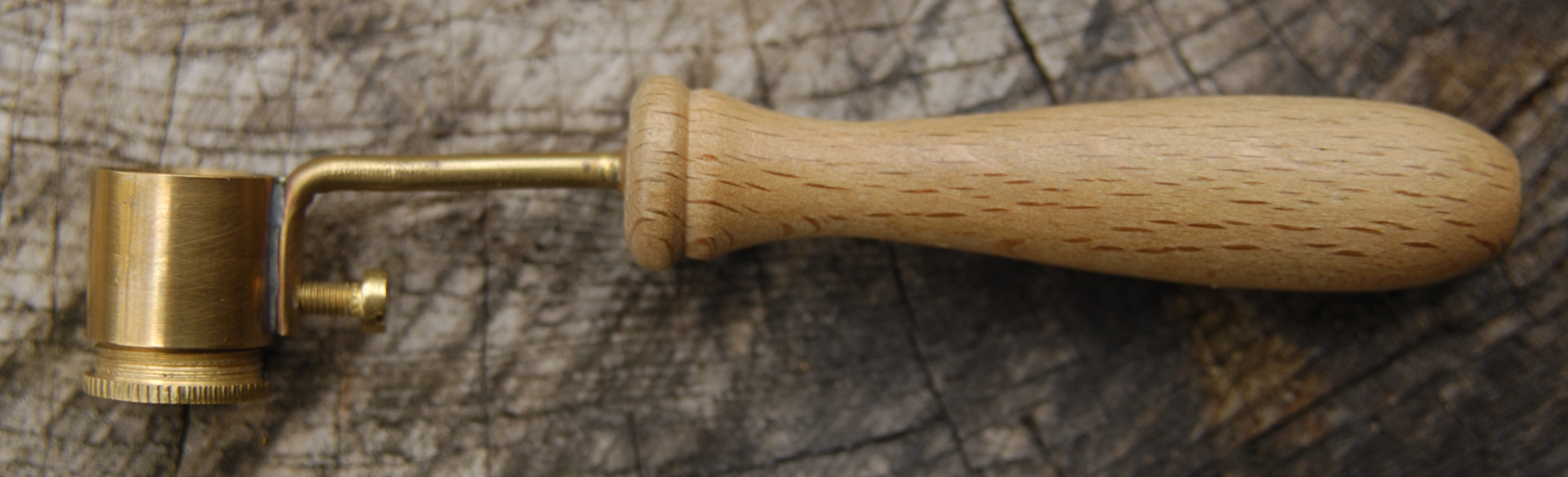
Verstellbares Schöpfmaß für Schwarzpulver

Bei der Verwendung von Schöpfmaßen ergeben sich im Einzelfall Besonderheiten:
Bei Flüssigkeiten ist die Masse der Flüssigkeit stets gleich dem Volumen multipliziert mit der Dichte der Flüssigkeit.
Bei Schüttgütern ist die Masse im Schöpfmaß von der Handhabung des Maßes stark abhängig. Je nachdem, wie das Maß befüllt wurde, evtl., auch aus welcher Höhe das Schüttgut in das Maß gefüllt wurde, ob das Maß geschüttelt, angestoßen oder Vibrationen ausgesetzt wurde, die Masse ist stets eine verschiedene, abhängig davon, wie dicht die Körner des Schüttgutes im Maß aneinander liegen. Weiter ist zu beachten, dass die Masse, die aus einem bestimmten Volumen resultiert, nicht einfach auf ein anderes Volumen umgerechnet werden kann (granulare Materie und ihre Physik). Stets wird beim Abmessen von Schüttgütern der „Berg“ (Überstand) mit einem geeigneten Gegenstand (Rakel) abgestrichen, um gleichbleibende Bedingungen zu sichern. Die Genauigkeit von Schöpfmaßen ist bei sorgsamer und gleichbleibender Arbeitsweise hoch.
Bei der Zubereitung von Essen in der Küche werden gerne auch Tassen, Gläser (z. B. „Schnapsgläser“) oder andere kleine Gefäße als Schöpfmaße für unterschiedliche Zutaten verwendet. Sie haben oft kein genau bekanntes Volumen, es ist aber meist bekannt, welche Wirkung und Eigenschaft die abgemessene Menge bei der Gesamtmenge der zuzubereitenden Speise hat. Auch Löffel verschiedener Größen und die oft in Rezepten angeführte Messerspitze sind letztlich Schöpfmaße (letzteres sehr ungenau).